# CA-673
La CA-673 es una carretera autonómica de Cantabria perteneciente a la Red Local y que sirve de acceso a la población de Quintana.

## Nomenclatura

Indicador

Su nombre está formado por las iniciales CA, que indica que es una carretera autonómica de Cantabria, y el dígito 673 es el número que recibe según el orden de nomenclaturas de las carreteras de la comunidad autónoma. La centena 6 indica que se encuentra situada en el sector comprendido entre las carreteras nacionales N-634 al norte, N-623 al oeste y N-629 al este, y el límite con la provincia de Burgos al sur.

## Historia
Su denominación anterior era SV-5426.

## Trazado actual
Tiene su origen en la intersección con la CA-266 situada en el núcleo de Solórzano y su final en Quintana, ambas localidades situadas en el término municipal de Solórzano, municipio por el que discurre la totalidad de su recorrido de 1,2 kilómetros.
Su inicio se sitúa a una altitud de 72 m s. n. m., frente a la iglesia de San Pedro y el fin de la vía está situada a 84 m s. n. m. El trazado discurre por la vega del río Campiazo, entre éste y los arroyo Canastrilla y Valladares.
La carretera tiene dos carriles, uno para cada sentido de circulación, y una anchura total de 6,5 metros sin arcenes pero con aceras en al menos un lado de la vía.

## Actuaciones
Dentro del programa de travesías en la Red Local del IV Plan de Carreteras de Cantabria se contemplaba la inversión para ampliación de la plataforma a 6,5 m sin arcenes en el tramo denominado travesía de Entrambasaguas y que se corresponde con toda la longitud de esta carretera CA-673.
Esta actuación se licitó el 10 de septiembre de 2011

## Transportes
No hay líneas de transporte público que recorran la carretera CA-673.

## Recorrido y puntos de interés
En este apartado se aporta la información sobre cada una de las intersecciones de la CA-673 así como otras informaciones de interés.
| Esquema          | PK  | Sentido Quintana (creciente) | Sentido Quintana (creciente) | Sentido Quintana (creciente)                          | Sentido Quintana (creciente)                          | Sentido CA-266 (decreciente)                          | Sentido CA-266 (decreciente)                          | Sentido CA-266 (decreciente) | Sentido CA-266 (decreciente) | Incidencias |
| Esquema          | PK  | Velocidad                    | Elemento                     | Salida                                                | Salida                                                | Salida                                                | Salida                                                | Elemento                     | Velocidad                    | Incidencias |
| Esquema          | PK  | Velocidad                    | Elemento                     | Dir.                                                  | Nombre                                                | Nombre                                                | Dir.                                                  | Elemento                     | Velocidad                    | Incidencias |
| ---------------- | --- | ---------------------------- | ---------------------------- | ----------------------------------------------------- | ----------------------------------------------------- | ----------------------------------------------------- | ----------------------------------------------------- | ---------------------------- | ---------------------------- | ----------- |
|                  | 0,0 |                              |                              |                                                       | CA-673 QUINTANA HELGUERA                              | CA-266 BERANGA                                        |                                                       |                              |                              |             |
| CA-266 SOLÓRZANO | 0,0 |                              |                              |                                                       | CA-673 QUINTANA HELGUERA                              |                                                       |                                                       |                              |                              |             |
|                  | 1,2 |                              |                              | Final de la carretera en el núcleo urbano de Quintana | Final de la carretera en el núcleo urbano de Quintana | Final de la carretera en el núcleo urbano de Quintana | Final de la carretera en el núcleo urbano de Quintana |                              |                              |             |